# ワンコインタクシー
ワンコインタクシーとは、初乗り料金が500円のタクシーのことである。

## 概要
500円での営業が可能になった理由は、タクシーの規制緩和で料金設定が自由化されたためである。ただし、2014年の改正タクシー適正化・活性化特別措置法の施行以降は、タクシーが多い地域では、国の定めた範囲内の初乗り運賃が義務化されている。東京の三洋タクシーのように、元々はワンコインタクシーで営業する予定であったのに認可されず、それより高い料金で営業する会社もある。
ワンコインタクシーは大阪市内で多く見られたが、公定幅運賃の改定と運輸局の指導により、500円以上の値段設定をする業者も増えている。また、短距離需要の喚起や加算運賃の値上げによる労働環境の改善を目的として、初乗り料金を500円に再設定するタクシー会社がある。
村山市では特定施設間への移動をワンコインタクシーとする制度を実施している。

## タクシーの特徴
行灯に500円玉を模したものを用いる会社もある。車両は、コンフォートやクルーなどのタクシー用車両ではなく、デミオやファンカーゴなどのより安い車を用いる会社もある。大阪のワンコインタクシー（社名）はクラウンコンフォートの中古車で営業する。